# Legend Fighting Championship 8
Legend Fighting Championship 8（レジェンド・ファイティング・チャンピオンシップ・エイト）は、中国の総合格闘技団体「LFC」の大会の一つ。2012年3月30日、香港のアジアワールド・エキスポで開催された。

## 大会概要
本大会は、当初インドネシアのジャカルタ・コンベンション・センターで開催され、メインイベントで日本の川那子祐輔とインドネシアのフランシアーノ・チルタの間で初代フェザー級王座決定戦が行われる予定だったが、フランシアーノ・チルタが急遽盲腸の出術を行い、試合出場が出来なくなり、地元選手がメインイベントに出場しない事でインドネシアでの開催が困難となったため、大会2週間前の3月15日に開催地と対戦カードの変更が発表された。
初代フェザー級王座決定戦は、対戦相手を中国のジ・シャンに変更され、予定通り開催された。

## 試合結果
| 試合 | 階級                    | 勝者                               | 敗者                     | 試合結果                     |
| ---- | ----------------------- | ---------------------------------- | ------------------------ | ---------------------------- |
| 1    | バンタム級              | テレンス・チャン                   | アレックス・リー         | 2R 1:55 腕ひしぎ十字固め     |
| 2    | バンタム級              | オースティン・デラルミーノ         | カイワレ・カラフランス   | 3R 0:29 KO                   |
| 3    | バンタム級              | ダナア・バットゲレル               | ヤゾル・アブラシ         | 3R終了 判定2-0               |
| 4    | フェザー級              | ウ・チェンジェ                     | レオナルド・デラルミーノ | 3R終了 判定3-0               |
| 5    | ライト級                | ロブ・ヒル                         | 粕谷雄介                 | 1R 4:55 リアネイキドチョーク |
| 6    | ライト級                | ウ・ハオティアン                   | デニエル・フーバー       | 2R 4:52 リアネイキドチョーク |
| 7    | ウェルター級            | 中村K太郎                          | キム・フン               | 1R終了時 TKO                 |
| 8    | ライトヘビー級          | サム・ブラウン                     | 悠羽輝                   | 3R終了 判定3-0               |
| 9    | フェザー級 王座決定戦   | 川那子祐輔                         | ジ・シャン               | 2R 4:18 アナコンダチョーク   |
| 10   | ライト級 タイトルマッチ | ジャダンバ・ナラントンガラグ(王者) | ナム・ウィチョル(挑戦者) | 2R 0:58 ギロチンチョーク     |